# Carla Zambelli
Carla Zambelli Salgado de Oliveira (Ribeirão Preto, 3 de julho de 1980) é uma política ítalo-brasileira filiada ao Partido Liberal (PL). Foi uma das fundadoras do movimento Nas Ruas, tendo obtido notoriedade por integrar o grupo feminista Femen no início dos anos 2010 e depois ter se atrelado ao movimento ultraconservador e de extrema-direita no Brasil. Nas eleições de 2018, elegeu-se deputada federal por São Paulo, pelo Partido Social Liberal (PSL).
Em 2022, foi eleita novamente deputada federal pelo referido estado, mas teve o seu mandato cassado em março de 2025 devido à condenação pelos crimes de porte ilegal de arma de fogo e constrangimento ilegal quando, num episódio em 2022, armada, perseguiu um cidadão na rua nos Jardins. No final de maio de 2025, cerca de vinte dias após sua condenação à pena de dez anos de reclusão pelos crimes de invasão de dispositivo informático, falsidade ideológica e inserção de dados falsos no sistema do Conselho Nacional de Justiça (CNJ), Zambelli fugiu do território brasileiro e a Procuradoria-geral de República requereu a sua prisão preventiva.

## Biografia
Carla alega não ter, atualmente, ligação alguma com o grupo Femen, embora tenha participado de protestos do grupo e sido identificada como fundadora e porta-voz do coletivo em reportagem da época, ou mesmo ser feminista, inclusive explicando que a confusão se deve ao fato de Sara Giromini, com quem ali ela protestava, ser do grupo e não ter esclarecido os pontos que o movimento radical defendia, causando um rompimento das partes que só viria a ser restabelecido quando Sara passasse a defender pautas mais conservadoras e da direita. Começou a trabalhar como gerente de projetos na empresa KPMG Consultoria em 2015, ano em que o movimento Nas Ruas ganhou notoriedade por causa dos protestos contra a presidente Dilma Rousseff, tornando-se conhecida do grande público a partir das redes sociais e passando a transitar mais pela Câmara dos Deputados.
Ao longo de sua militância, se envolveu em alguns momentos conturbados. 
Em julho de 2016, o ministro do Supremo Ricardo Lewandowski se irritou com um boneco inflável gigante que fazia referência a ele, durante protesto organizado pelo grupo Nas Ruas. O Supremo Tribunal Federal enviou ofício ao diretor-geral da Polícia Federal, Leandro Daiello, pedindo que providências fossem tomadas contra os responsáveis pelo ato, citando Carla como suposta líder da manifestação.
Em junho de 2017, Carla se envolveu em um conflito com Paulo Pimenta (PT-RS) ao acusá-lo de roubo. O vídeo em que o petista lhe dá voz de prisão foi publicado nas redes pela própria ativista, que chegou a ser encaminhada para a delegacia do Congresso. O deputado petista, contudo, não formalizou nenhuma queixa contra ela.
Zambelli tem um perfil alinhado à direita, sendo liberal na economia e conservadora nos costumes. Em 2017 se declarou monarquista, após conversas com membros da família imperial. É contra a política de cotas, exceto para pessoas com deficiência.

### Deputada federal

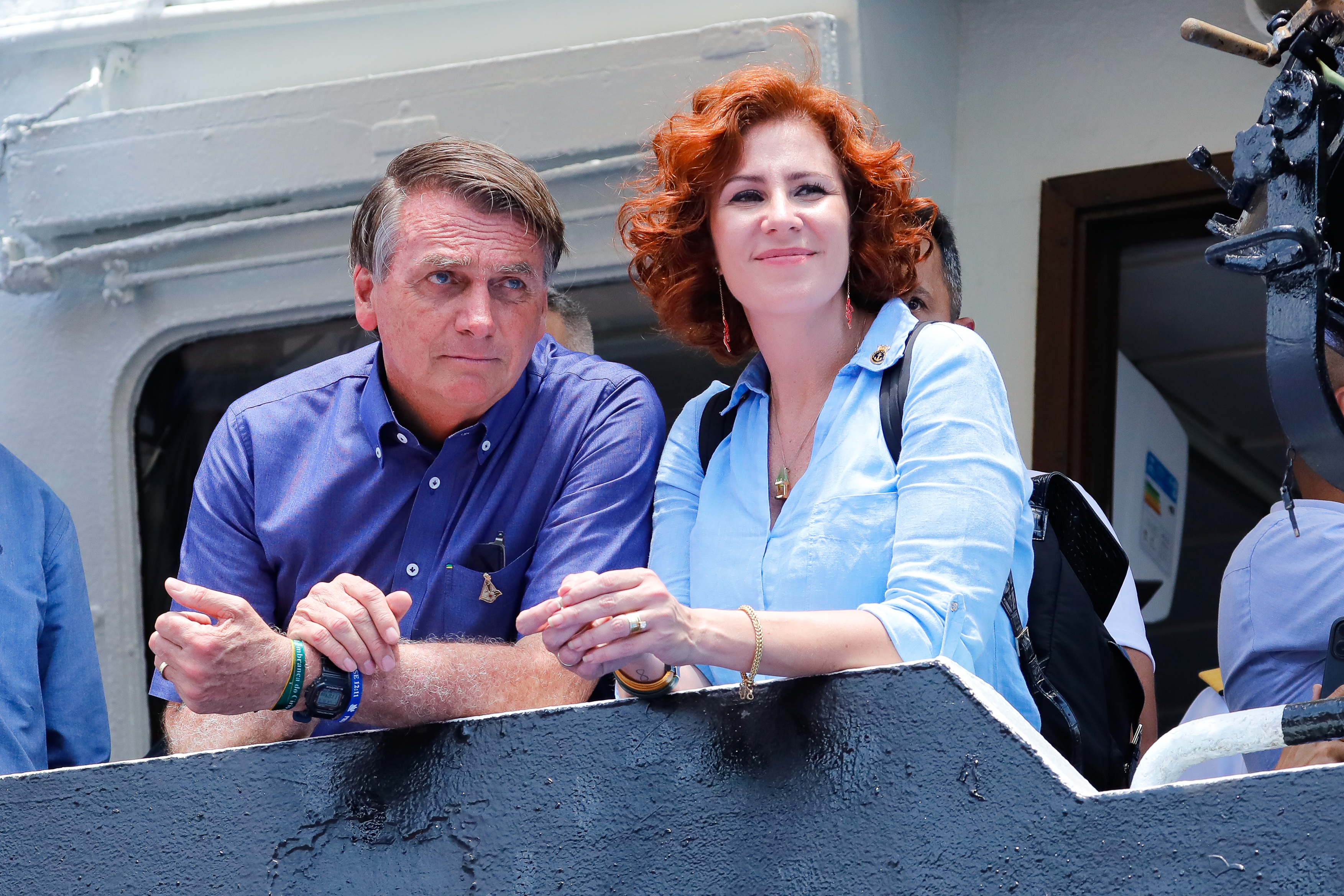
Zambelli ao lado do presidente Jair Bolsonaro em outubro de 2022

Nas eleições de 2018, foi eleita deputada federal pelo PSL. Afirmou que sua linha de atuação na Câmara dos Deputados continuaria sendo o combate à corrupção. De acordo com Zambelli, isso seria feito por meio de três pilares: "menos Estado, mais justiça e educação de verdade".
Em 2019, foi convidada a viajar à China, a fim de conhecer o novo sistema de reconhecimento facial produzido pelos chineses.
No dia 25 de agosto de 2022, foi eleita melhor deputada pelo público na categoria "Melhores na Câmara", no prêmio Congresso em Foco.
Em 2 de outubro de 2022, foi reeleita deputada federal, sendo a segunda mais votada do estado de São Paulo e a terceira mais votada do país.
Em 13 de dezembro de 2024, o TRE-SP formou maioria para cassar e declarar Zambelli inelegível, devido a desinformação eleitoral no contexto da eleição de 2022. Com placar de 4 a 0, o julgamento foi suspenso devido a um pedido de vista. Independente do resultado no TRE, cabe recurso ao TSE, e os eventuais efeitos da decisão só passam a ser válidos após o esgotamento dos recursos. A ação de investigação judicial eleitoral foi movida pela deputada federal Sâmia Bomfim. Se condenada ao final, Zambelli perde o mandato e fica inelegível por oito anos, contados a partir do ano do pleito de 2022.
Em 16 de dezembro de 2024, o Partido Socialismo e Liberdade (PSOL) apresentou no Conselho de Ética da Câmara dos Deputados um pedido de cassação do mandato de Zambelli por quebra de decoro parlamentar. O novo pedido mira no suposto envolvimento dela nos "planos de golpe de Estado", investigados pela Polícia Federal. O documento, assinado pela presidente nacional do PSOL, Paula Coradi, e pela bancada federal do partido, aponta que a parlamentar teria participado do plano envolvendo o ex-presidente Jair Bolsonaro e membros das Forças Armadas. A representação justifica o pedido com a informação revelada pela Polícia Federal de que Zambelli pressionou o então comandante da Aeronáutica, tenente-brigadeiro Carlos de Almeida Baptista Júnior, para que ele aderisse ao suposto plano golpista.

## Controvérsias

### Indenização a Jean Wylllys
Em 2018, a associação Brasil nas Ruas, presidida por Zambelli, foi processada por danos morais ao publicar fake news insinuando que o Deputado Jean Wyllys cometia crime de pedofilia. Após ser condenada a pagar R$ 40 mil reais, a deputada recém-eleita afirmou que o valor seria pago com crowdfunding de seus eleitores, pois ela já tinha destino para seu novo salário de deputada.

### Ingresso do filho em Colégio Militar
Em setembro de 2019, a revista Veja divulgou que o filho de Carla Zambelli foi matriculado no ensino fundamental do Colégio Militar de Brasília sem passar pelo processo tradicional da seleção de candidatos. Nas redes sociais, a deputada negou irregularidades e relatou que seu filho de 11 anos vinha sofrendo ameaças em São Paulo e que ele estaria seguro ingressando em uma escola militarizada.

### Tweet sobre a morte de Gustavo Bebianno
Após o ex-secretário-geral da Presidência Gustavo Bebianno morrer vítima de um infarto fulminante, Carla Zambelli publicou um tweet polêmico em alusão à sua morte. A parlamentar havia postado uma passagem bíblica.
O Senhor dos Exércitos jurou, dizendo: Como pensei, assim sucederá, e como determinei, assim se efetuará.
Isaías 14:24.
Todos que se colocarem contra o projeto de Deus serão flechados e voltarão, naturalmente, às suas origens— Carla Zambelli em seu Twitter, 14 de março de 2020
 Após a repercussão, a deputada apagou o tweet e disse que foi mal interpretada. "Eu li que já estão fazendo conjecturas, ligando a morte dele (Bebianno) ao presidente Jair Bolsonaro. Eu só quis dizer que a morte foi natural", disse a parlamentar. Ela também confirmou que a publicação fazia mesmo referência à morte do ex-ministro.

### Acusações éticas
Carla Zambelli foi alvo de uma representação do PSL por quebra de decoro, o que poderia levar a sua cassação, por ter ofendido a deputada Joice Hasselmann ao publicar no Twitter a hashtag "#DeixedeSeguirAPepa", uma referência à personagem de desenho animado Peppa Pig. A defesa da deputada argumentou que "…um meme não será jamais motivo de falta de decoro ou ética com o colega, visto que a própria vítima neste caso, em suas publicações, e mais graves e sem apoio, já alegou de seu lado, contra a representada, sem provas que Carla Zambelli teria ‘abortado’, que seria 'prostituta'…". Em fevereiro de 2020, o Conselho de Ética arquivou a representação por 13 votos a 0. O relator da representação, Márcio Marinho (Republicanos) afirmou que os deputados têm imunidade parlamentar, o que garante que eles não possam serem processados por emitirem suas opiniões.

### Boatos sobre o Ceará
Em entrevista a Datena, na Rádio Bandeirantes, a deputada federal sugeriu que o estado do Ceará estaria inflando o número de mortos por COVID-19.
No Ceará, tem caixão sendo enterrado vazio, tem uma foto de uma moça carregando caixão com os dedinhos.— Carla Zambelli, em entrevista à Rádio Bandeirantes
O governo do Ceará, administrado por Camilo Santana, do Partido dos Trabalhadores, divulgou nota repudiando as declarações, chamando-as de um insulto aos profissionais de saúde cearenses e um desrespeito às famílias das vítimas, além de informar que entraria com uma ação por denunciação caluniosa por espalhar fake news. O deputado federal Paulo Teixeira (PT-SP) também anunciou que acionaria a Justiça contra a deputada Carla Zambelli por esse caso.

### Indicação de Sergio Moro ao STF
Em mensagens reveladas no Jornal Nacional, fornecidas pelo ex-juiz Sergio Moro, a deputada federal aparece tentando manter Moro como Ministro da Justiça e Segurança Pública em troca de buscar convencer o Presidente da República Jair Bolsonaro a indicá-lo a uma vaga para o Supremo Tribunal Federal. Diante do ocorrido, o PSOL protocolou um pedido de cassação da deputada federal, acusada pelo partido de abusar de suas prerrogativas, configurando quebra de decoro parlamentar, além de acusá-la de advocacia administrativa e prevaricação. A executiva nacional do PT também entrou com uma notícia-crime no STF contra Carla Zambelli, por suspeita de tráfico de influência e de advocacia administrativa.

### Antecipação de operação da PF
No dia 25 de maio de 2020, em meio a polêmica sobre interferência da presidência na Polícia Federal e após a divulgação do vídeo da reunião ministerial em que Bolsonaro aparece se queixando de que a PF não o antecipava informações e após o empresário Paulo Marinho revelar que a família Bolsonaro já recebera informações sigilosas de investigações da Polícia Federal no caso Queiroz, a deputada, que é forte interlocutora do presidente Jair Bolsonaro, declarou que haveria uma operação da Polícia Federal contra governadores por investigações de corrupção e lavagem de dinheiro nas medidas de combate ao coronavírus.
A gente já teve operações da Polícia Federal que estavam na agulha para sair, mas não saíam. E a gente deve ter nos próximos meses o que a gente vai chamar talvez de Covidão, ou de, não sei qual é o nome que eles vão dar, mas já tem alguns governadores sendo investigados pela Polícia Federal— Carla Zambelli, em entrevista à Rádio Gaúcha, em 25 de maio de 2020
No dia seguinte, em 26 de maio, a Polícia Federal deflagrou a Operação Placebo, no Rio de Janeiro, contra corrupção e lavagem de dinheiro em ações do governo estadual, em que foi realizadas ações de busca e apreensão contra o governador e rival político de Bolsonaro, Wilson Witzel e contra a primeira-dama do estado, Helena Witzel tanto nos endereços oficiais quanto no escritório de advocacia de Helena. Horas após a operação, Witzel declarou, em nota oficial, que era clara a intervenção da presidência no inquérito e sobre antecipação de informações por parte de deputados bolsonaristas.
Estranha-me e indigna-me sobremaneira o fato absolutamente claro de que deputados bolsonaristas tenham anunciado em redes sociais nos últimos dias uma operação da Polícia Federal direcionada a mim, o que demonstra limpidamente que houve vazamento, com a construção de uma narrativa que jamais se confirmará.
A interferência anunciada pelo presidente da República está devidamente oficializada.— Wilson Witzel, em 26 de maio de 2020

### Incitação de ataques a deputado
Após o deputado Rogério Correia (PT) divulgar o envio ao ministro Alexandre de Moraes um pedido de retenção do passaporte de Abraham Weintraub, que sendo investigado, dava indícios de que queira deixar o Brasil, Carla Zambelli respondeu a uma publicação de Correia nas redes sociais:
Hoje vc vai sentir o tsunami Bolsonarista em suas redes. Seu ato é uma afronta ao povo brasileiro que votou em Bolsonaro e Vc não respeita o PROCESSO DEMOCRÁTICO! DITADORZINHO!
Após isso, o deputado começou a receber diversas ameças, e respondeu a Zambeli:
Não é possível. A deputada faz uma ameaça dessas e depois chegam até ameaças de morte. Recebi ameaças de morte horas depois. Vou pedir uma investigação à polícia e ao STF, para o gabinete do ministro Alexandre de Moraes. Percebi muitos robôs, muitas mensagens, com muitos xingamentos e ódios. Isso só comprova como os bolsonaristas agem de fato
Procurada para comentar, Zambeli tentou minimizar o caso, dizendo que também recebe "ameaças petistas".

### Falsa infecção por COVID-19
Em 19 de agosto de 2020, Zambelli anunciou publicamente estar com COVID-19 e que faria uso da hidroxicloroquina, medicamento sem eficácia cientificamente comprovada para tratar a doença. Dois dias depois, ela escreveu na rede social Facebook que estava "sem conseguir dormir com dor no corpo" e pedia orações. A deputada deixou um comentário na mesma postagem desejando "força e muita força!" a si mesma, para concluir com o autoelogio "você é nossa representante". Posteriormente, Zambelli responsabilizou uma assessora pelo comentário deixado para si mesma.
Em 24 de agosto, a deputada foi internada no hospital particular DF Star, em Brasília, para supostamente se tratar de COVID-19. Dois dias depois, ela postou no Twitter uma imagem em que afirmava estar curada da COVID-19 e ter se tratado com hidroxicloroquina, medicamento do qual fez propaganda diversas vezes enquanto dizia estar doente. Contudo, em 28 de agosto, o hospital em que Zambelli havia sido internada divulgou uma nota para esclarecer que a parlamentar jamais havia sido infectada pelo vírus SARS-Cov-2, tendo sido internada para o tratamento de endometriose. Zambelli defendeu-se dizendo que o diagnóstico inicial havia sido de falso positivo, informação não confirmada pelo hospital.

### Informações falsas e ataques ao STF
Segundo o levantamento do Aos Fatos de maio de 2020, Carla Zambeli e um grupo de sete deputados investigados no inquérito das fake news publicaram em média duas postagens por dia em rede social em um período de três meses, com desinformação ou mencionando o STF de forma crítica.
Em maio de 2023, Zambelli, Nikolas Ferreira, e Eduardo e Flávio Bolsonaro foram multados, pela divulgação de vídeo descontextualizado sobre Lula durante as eleições de 2022. Segundo a decisão do TSE, os acusados compartilharam informações falsas em suas redes sociais com o intuito de prejudicar a candidatura do ex-presidente Lula. O vídeo, produzido por Ferreira e partilhado pelos parlamentares, associou o slogan "Faz o L" com o incentivo ao uso de drogas por crianças e adolescentes, a associação desses comportamentos à criminalidade e a propostas de censura de redes sociais.

### Processo de Xuxa Meneghel
A apresentadora Xuxa Meneghel entrou com um processo de danos morais negado contra Zambelli. A ação era movida contra a deputada federal após críticas ao livro Maya, direcionado ao público infantil sobre uma menina que está no Céu aguardando a família ideal para descer à Terra. Maya passa a ter uma família formada por duas mães e Xuxa mostra como as crianças nascem puras e livres de qualquer tipo de preconceito. A história, segundo a apresentadora, foi inspirada em um casal de amigas e a filha delas, que dá nome à obra, é afilhada de Xuxa. 
Zambelli publicou nas redes sociais críticas ao livro, que nem havia sido publicado ainda. Em vídeo, ela alegou que poderia levar a "destruição de valores humanos das crianças". Xuxa pedia indenização por dano moral fixada em R$ 150 mil, mas a juíza Carolina Pereira de Castro da 15ª Vara Cível do Tribunal de Justiça de São Paulo julgou o pedido improcedente e extinguiu o processo. Xuxa ainda foi obrigada a pagar pelas custas processuais.

### Processo contra a Fundação Wikimedia
No dia 6 de julho de 2022, foi noticiado que Zambelli processou a Fundação Wikimedia, responsável por administrar a enciclopédia livre e colaborativa Wikipédia, que publica as informações baseadas em fontes e informações previamente publicadas. Segundo a deputada, ela já "tentou argumentar com os gestores do site", e não obteve sucesso. Ela afirmou "nunca ter integrado o movimento Femen Brazil" e questionou a informação sobre o uso de uma "vaquinha" on-line feita por eleitores para ajudá-la a pagar o ex-deputado Jean Wyllys, que a processou por danos morais. Zambelli queria que a Justiça obrigasse a Wikipédia a retirar as duas informações de sua biografia, limitasse as edições das informações e identificasse aqueles que alterassem dados.

### Processo de Manuela d'Ávila
Em 2022, o Tribunal de Justiça do Rio Grande do Sul (TJRS) condenou a deputada Carla Zambelli (PL-SP) a pagar 20 mil reais à ex-deputada Manuela d'Ávila (PCdoB-RS) por ter postado uma montagem de uma foto da ex-parlamentar com chifres em alusão ao diabo.
Na legenda, a deputada criticava a postura das colegas por terem celebrado a legalização do aborto na Colômbia e as acusou de serem "genocidas", conduta tipificada como crime no ordenamento nacional e internacional. Em primeira instância, o pedido indenizatório protocolado por Manuela havia sido julgado improcedente. Na sentença, o magistrado entendeu que não havia sido demonstrado prejuízo ou dano a imagem e reputação da ex-deputada. No entanto, por decisão unânime, a 10.ª Câmara Cível do TJRS contrariou o entendimento do juiz e condenou Zambelli ao pagamento de 20 mil reais de indenização por danos morais.

### Perseguição armada a eleitor e porte ilegal de arma em 2022
Em 29 de outubro de 2022, após uma discussão com eleitores em uma rua situada no bairro dos Jardins, em São Paulo, Zambelli persegue um deles, apontando uma arma de fogo contra ele. Ela alegou ter sido agredida fisicamente, acusando seus opositores de usarem "um homem negro para vir em cima de mim". Porém, a alegação foi desmentida com a divulgação de vídeos que mostram o momento em que ela discute com os eleitores, tropeça sozinha e, armada, persegue um dos homens, acompanhada de seguranças pessoais dela.
O caso ocorreu na véspera do segundo turno das eleições, data em que a legislação eleitoral proíbe o transporte de armas e munições, configurando porte ilegal de arma.
Após o ocorrido, diversos deputados anunciaram que pediriam a cassação da deputada. Em fevereiro de 2024, ela foi intimada a prestar esclarecimentos ao STF. Em 21 de março de 2025 foi dado o inicio ao seu julgamento. Posteriormente, Bolsonaro afirmou que Zambelli "tirou o mandato" de sua chapa nas eleições de 2022 após este episódio.

### Proibição das redes sociais
No dia 2 de novembro de 2022, o juiz Marco Antonio Martins Vargas, do TSE, proibiu a deputada Carla Zambelli de utilizar ou criar novos perfis em redes sociais, até a posse do então presidente eleito: Lula (PT). Desde o final das eleições, o TSE suspendeu contas nas redes sociais que apoiam ou estão envolvidas na organização das manifestações golpistas que paralisaram ilegalmente estradas em protesto contra a derrota de Jair Bolsonaro (PL), apoiadas por Carla Zambelli nas redes sociais.
Zambelli criou novas contas, que também foram derrubadas. Então, disse que denunciaria o caso para a Comissão Interamericana de Direitos Humanos (CIDH). A rede social Gettr pediu ao STF acesso ao processo que determinava o bloqueio de Zambelli na plataforma.

### Hackeamentodo CNJ
Em julho de 2023, o hacker Walter Delgatti Neto foi preso por uma operação da Polícia Federal que investiga a tentativa de invasão nos sistemas do Judiciário. Durante a investigação, ele revelou o envolvimento de Zambelli no hackeamento para inserção de documentos falsos no CNJ, incluindo uma falsa ordem de prisão de Alexandre de Moraes, ministro do STF. O envolvimento dos dois teria incluído até um pagamento de R$40 mil e uma conversa com Jair Bolsonaro a respeito de urnas eletrônicas.
Em 29 de fevereiro de 2024, a Polícia Federal concluiu o inquérito sobre a invasão do sistema do Conselho Nacional de Justiça (CNJ), registrada em 4 de janeiro de 2023, e indiciou o Delgatti Neto e a deputada por suspeita de terem cometido diversas vezes os crimes de invasão de dispositivo informático e falsidade ideológica. O relatório da PF será analisado pela Procuradoria-Geral da República (PGR), que decidirá se denuncia ou não Carla Zambelli ao STF. Uma eventual denúncia, se recebida pelo Judiciário, marcaria o início da ação penal que pode levar à condenação ou absolvição. O relator dessa investigação no STF é Moraes.
A Polícia Federal afirmou ao Supremo Tribunal Federal (STF) que é necessário apurar as circunstâncias de uma internação do hacker Walter Delgatti Neto na Santa Casa de Guaratinguetá (SP) em 2023. A PF destacou que as conversas apreendidas ao longo das investigações indicam que houve uma tentativa de ocultar a identidade dele, possivelmente para evitar expor a relação existente entre os dois. Ainda segundo a corporação, o episódio precisa ser investigado porque o hacker disse em depoimento que ficou na ala particular do hospital sem pagar nada, ou seja, teve privilégios no atendimento. Além disso, de acordo com a PF, Zambelli enviou recursos de emendas parlamentares para o hospital, o que levantou a suspeita de que tenha influência política no local.
Em 23 de abril de 2024, o procurador-geral da República, Paulo Gonet, denunciou a deputada federal Carla Zambeli e o hacker Walter Delgatti Neto no âmbito da investigação da invasão do sistema do Conselho Nacional de Justiça. Zambelli foi denunciada como mandante do crime. Em 21 de maio de 2024, por unanimidade, a 1ª Turma do STF tornou Zambelli e Delgatti réus por invasão a sistemas do Judiciário.

### Investigação por suposta tentativa de golpe
Em 24 de julho de 2024, o ministro Alexandre de Moraes, do STF, determinou a abertura de uma nova investigação contra a deputada por suposta ligação com uma tentativa de golpe para manter o ex-presidente Jair Bolsonaro no poder. Moraes atendeu a um pedido da PF, a partir de investigação que teria intermediado a viagem de uma influenciadora à Espanha para tratar com o general Hugo Carvajal sobre informações de um suposto financiamento por parte do governo venezuelano para movimentos políticos de esquerda em países da Europa e da América Latina, incluindo Lula e o Partido dos Trabalhadores. Na volta da viagem, de acordo com a PF, a influenciadora teria repassado um dossiê do caso ao então Ministro da Justiça, Anderson Torres, que determinou a abertura de um inquérito pela PF sobre o tema.
No documento, a corporação alega que o objetivo era "obter vantagem de natureza eleitoral às vésperas do pleito de 2022". Para a PF, há indícios de desvio de finalidade da investigação no contexto das eleições presidenciais de 2022, de participação da deputada federal Carla Zambelli nos fatos apurados e de utilização da estrutura do Estado Brasileiro para fins ilícitos e desgarrados do interesse público em 2022.
Em novembro de 2024, no âmbito das investigações sobre a tentativa de golpe de Estado no Brasil em 2022–2023, a PF liberou o relatório que culminou com o indiciamento de Jair Bolsonaro, Braga Netto e outros. Dentro desse, Zambelli é apontada como tendo pressionado o então comandante da Força Aérea Brasileira (FAB), tenente-brigadeiro Carlos de Almeida Baptista Júnior, para apoiar à tentativa de golpe de Estado em 2022 e não deixar o ex-presidente Jair Bolsonaro (PL) "na mão". O militar se recusou a ajudá-la e relata que, após isso, começou a receber ataques nas redes sociais e precisou suspender sua conta pessoal, após ser rotulado de "melancia" e "traidor da pátria".

### Processo por danos morais após exposição de número telefônico
Em agosto de 2024, Zambelli e Gustavo Gayer foram condenados pela Justiça de São Paulo a pagar uma indenização por danos morais a uma professora após terem compartilhado o número de telefone da educadora nas redes sociais. O episódio ocorreu após a professora ter enviado uma mensagem privada a Zambelli, na qual a chamava de "fascista". Em resposta, a deputada divulgou os prints da conversa em suas redes sociais, ação que foi reforçada por Gayer, que compartilhou o conteúdo durante uma live no Instagram.
A decisão que condenou os dois políticos bolsonaristas foi proferida pela juíza Camila Franco de Moraes Mariani, da 21ª Vara Cível, que fixou a indenização em 3 mil reais, valor significativamente inferior aos 117 mil reais solicitados inicialmente pela professora. Zambelli chegou a solicitar compensação por danos morais, alegando que a mensagem privada continha teor desrespeitoso. No entanto, a juíza rejeitou o pedido, argumentando que foi a própria deputada quem tornou a mensagem pública, expondo o conflito e agravando a situação. Ainda cabe recurso contra a decisão, tanto por parte da professora, quanto por parte dos deputados condenados.

### Cassação
Em janeiro de 2025, por decisão do Tribunal Regional Eleitoral de São Paulo (TRE-SP), a parlamentar teve o seu mandato como deputada federal cassado e seus direitos políticos suspensos por 8 anos por divulgar desinformação sobre o processo eleitoral brasileiro.

## Condenações judiciais
Em setembro de 2023, Carla, Mara Gabrilli e Flávio Bolsonaro foram condenados pelo Tribunal Superior Eleitoral (TSE) a pagar 10 mil reais ao presidente Luiz Inácio Lula da Silva por espalhar a notícia falsa que o petista pagou para não ser relacionado ao assassinato de Celso Daniel. No dia 25 do mesmo mês, Carla foi multada em 30 mil reais por divulgar a notícia falsa sobre a manipulação de urnas eletrônicas, publicada nas redes sociais durante a campanha eleitoral de 2022.
No dia 20 de fevereiro de 2024, o TSE multou Carla em 30 mil reais por propagação de desinformação contra o então candidato Lula durante as eleições presidenciais de 2022. Em dezembro do mesmo ano, o Tribunal Regional Eleitoral de São Paulo (TRE-SP) acatou uma ação movida por Sâmia Bomfim contra Zambelli por notícia falsa contra o processo eleitoral formando maioria a favor da cassação da deputada.

### Condenação devido à perseguição a arma de fogo
Em agosto de 2023, Zambelli se tornou ré no Supremo Tribunal Federal (STF) pelo episódio em que ela apontou uma arma de fogo e perseguiu para o jornalista Luan Araújo em uma rua de São Paulo, em outubro, na véspera do segundo turno das eleições de 2022. O ministro Gilmar Mendes, relator do caso, assim como a Procuradoria-Geral da República (PGR), votou pela condenação que, caso seja realmente determinada, teria a pena de cinco anos e três meses de prisão cumprida em regime semiaberto pelos crimes de porte ilegal de arma de fogo e constrangimento ilegal com emprego de arma de fogo. Mesmo com o julgamento suspenso por 90 dias devido a um pedido de vista do ministro Nunes Marques, com a antecipação dos votos dos ministros Dias Toffoli e Cristiano Zanin, o STF formou, na terça-feira, 25 de março de 2025, a maioria de votos necessários para a condenação da deputada federal (PL-SP), que também poderia ter seu mandato cassado. Bolsonaro atribuiu sua derrota na eleição de 2022 à deputada devido a esse episódio, o que a chateou.

### Fuga do Brasil, licença do mandato e prisão
No dia 3 de junho de 2025, vinte dias após sua condenação à pena de dez anos de reclusão por sua participação na invasão ao sistema virtual do Conselho Nacional de Justiça, Zambelli publicou vídeo anunciando que havia deixado o Brasil alguns dias antes e que iria se licenciar do mandato. Ela afirmou que iria para a Itália, onde seria "intocável" por ser cidadã daquele país. No mesmo dia, a Procuradoria-geral da República requereu a sua prisão preventiva e a inclusão de seu nome na lista da Interpol. O deputado italiano Angelo Bonelli fez declarações diretas sobre a situação de Carla Zambelli, destacando que o fato de ela possuir cidadania italiana não a tornava imune às leis ou ao acordo de extradição firmado entre a Itália e o Brasil.
Na noite de 5 de junho, a Câmara dos Deputados autorizou que Zambelli se licenciasse do cargo por 127 dias. Com isso, sua cadeira será ocupada por Coronel Tadeu neste período.
Em 29 de julho de 2025, o Ministério da Justiça informou a veículos de imprensa que Zambelli foi presa em Roma, Itália, durante uma batida policial no apartamento que ela ocupava. A assessoria de Zambelli afirmou, em nota à imprensa, que a deputada teria se entregado voluntariamente às autoridades italianas, afirmação negada pela Polícia Federal, pelo Ministério da Justiça e por Angelo Bonelli, que relatou o endereço da parlamentar às autoridades italianas.

## Desempenho eleitoral
| Ano  | Eleição                         | Partido | Candidata a      | Votos   | %     | Resultado | Ref     |
| ---- | ------------------------------- | ------- | ---------------- | ------- | ----- | --------- | ------- |
| 2018 | Eleições estaduais em São Paulo | PSL     | Deputada federal | 76.306  | 0,36% | Eleita    | [ 115 ] |
| 2022 | Eleições estaduais em São Paulo | PL      | Deputada federal | 946.244 | 3,99% | Eleita    | [ 115 ] |